# Batalla de Ojtirka
La batalla de Ojtirka es un enfrentamiento militar, que comenzó el 24 de febrero de 2022, durante la invasión rusa de Ucrania de 2022, como parte de la ofensiva del este de Ucrania.
El ejército ruso intentó entrar en Ojtirka y las cercanas Trostianets, pero fracasó varias veces.

## Batalla

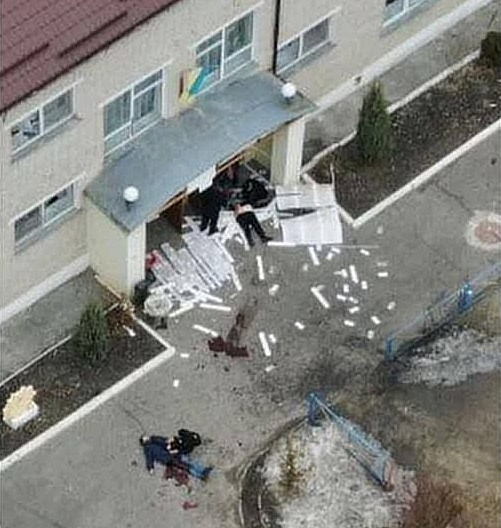
El bombardeo ruso de un jardín de infancia se saldó con 8 muertos.

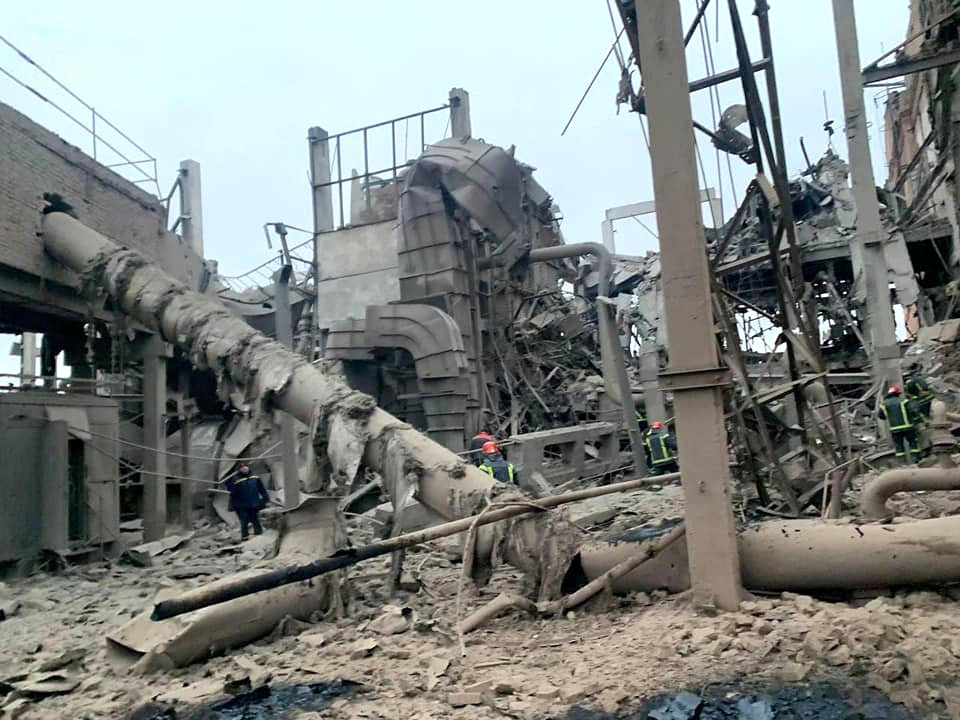
La planta de calor y energía de Ojtirka después del bombardeo ruso.

El 24 de febrero, las fuerzas rusas entraron en el óblast de Sumy cerca de Sumy, Shostka y Hlújiv. Los combates comenzaron a las 7:30 en las afueras de la ciudad en dirección a Velika Písarivka. Las fuerzas rusas no pudieron ocupar la ciudad, y se retiraron al día siguiente, dejando tanques y equipos.
El 25 de febrero, misiles BM-27 Uragan golpearon una escuela en Ojtirka. Los dos misiles mataron a un guardia de seguridad e hirieron a dos niños y un maestro. También se informó que un autobús civil fue disparado por las fuerzas rusas cerca de Ojtirka.
Mientras tanto, en las cercanías de Trostianets, las fuerzas ucranianas eliminaron los tanques rusos que intentaban capturar la ciudad. El jefe de hromada de la ciudad de Trostianets, Yurii Bova, dijo: «¡Rusos, bienvenidos al infierno! (improperio) usted, no Ucrania! Trostianets, y en toda Ucrania! ¡Ganaremos!».